# 山村知也
山村 知也（やまむら ともや、1997年12月2日 - ）は、ジャパンラグビーリーグワンリコーブラックラムズ東京に所属するラグビー選手。大阪府吹田市出身。

## プロフィール
- ポジションはウィング(WTB)、フルバック(FB)。
- 身長 175 cm、体重 77 kg
- 弟の和也もラグビー選手[1](現・明治大学)。
- ジュニア・ジャパンに選ばれたことがある[2]。
- U20日本代表に選ばれたことがある[3]。
- 日本代表のバックアップメンバーに選ばれたことがある[4]。
- 7人制日本代表に選ばれたことがある[5]。

## 略歴
5歳から吹田ラグビースクールでラグビーを始めた。
2016年、報徳学園高校卒業後、明治大学に入る。また同年には対抗戦のトライ王になった。なお報徳学園高校時代、主将を務めて、高校日本代表に選ばれたことがある。
2020年、明治大学卒業後、リコーブラックラムズ(現・リコーブラックラムズ東京)に加入。
2021年3月6日にジャパンラグビートップリーグ第3節NTTドコモレッドハリケーンズ戦に途中出場で公式戦初出場を果たす。